# Victor Pilhes
Pour les articles homonymes, voir Pilhes.
Né le 12 septembre 1817 à Tarascon-sur-Ariège, Victor, Appolinaire, Ferdinand Pilhes (prononciation : /pij/ "Pille" ) est un révolutionnaire et homme politique français. Commissaire de la République de l'Ariège, puis député, il est une des figures de la Commune de Paris. Il meurt à Saint-Maurice le 2 novembre 1882

## Biographie

### Origines: l'enfant de l'Ariège
Originaire de l'Ariège où il nait le 12 septembre 1817, Victor Pilhes partage sa vie entre sa terre d'origine et Paris. Participant aux mouvements révolutionnaires de 1848 à Paris et à la Commune de Paris en 1870, il n'en sera pas moins préfet, puis député de l'Ariège. Après avoir fait ses études au collège de Pamiers, Pilhes s'inscrit à l'école de médecine de Toulouse. Mais à 19 ans, il décide de partir pour Bordeaux, puis Paris où il devient voyageur de commerce pour le compte d'une grande maison en 1840.
Issu d'une vieille famille ariègeoise, Victor Pilhes est l'arrière-grand-oncle de l'écrivain français René-Victor Pilhes, lequel y ajoute son prénom, Victor, au sien dès son premier roman en hommage à celui-ci.

### Pilhes sous laDeuxième République
Pilhes a ainsi été très actif pendant la révolution de 1848. Comptant parmi les amis de Pierre-Joseph Proudhon, Pilhes entretient une correspondance suivie avec celui-ci. Membre du comité central des sociétés secrètes avant février, Victor Pilhes est nommé commissaire de la République (préfet) de l'Ariège le 22 mars 1848 par Ledru-Rollin, à la suite de l'instauration de la Deuxième République. Cependant, il n'y reste pas longtemps en poste, car il est remplacé dès le 15 juin 1848. L'instabilité des préfets était alors grande à cette période. Victor Pilhes participe également au gouvernement révolutionnaire de 1848. 
Pilhes fonde une librairie révolutionnaire avec Proudhon rue Croix-des-Petits-Champs en février 1848, après avoir rejoint Le Peuple, fondé par ce dernier de concert avec Pilhes en 1846. Pilhes apporte son cautionnement au journal Le Peuple de 1850 également fondé par son ami Proudhon, qui fait suite au précédent journal interdit, qui a lancé des souscriptions à cette fin. Ce journal fut interdit, et Pilhes fut condamné le 20 octobre 1850 par la cour d'Appel de Paris, "étant propriétaire d'un tiers du cautionnement déposé".
En avril 1848, Victor Pilhes échoua à se faire élire député de l'Ariège à l'Assemblée nationale constituante (Deuxième République), obtenant tout de même 14.894 voix, soit le candidat non-élu ayant obtenu le plus de voix. Victor Pilhes est finalement élu le 13 mai 1849 député de l'Ariège lors des élections législatives françaises de 1849 avec 18.691 voix et siège à la Montagne (1849). Son frère cadet Aristide Pilhes commande alors à Rome la cavalerie de Garibaldi. Victor Pilhes y fut apostrophé à plusieurs reprises à l'Assemblée Nationale à ce sujet : "Monsieur Pilhes, qui a été élu député de l'Ariège est-il le même individu qui a pris part […] aux dernières affaires de Rome ?" interroge un député de droite en séance le 29 mai 1849, avant de se prononcer sur la validation des résultats du scrutin.

### La journée du 13 juin 1849
En 1849, Pilhes demande la mise en accusation de Louis Bonaparte et appelle le peuple aux armes. Victor Pilhes est arrêté avec huit autres parlementaires de La Montagne, le 13 juin 1849 dans l'affaire du Conservatoire, du nom du Conservatoire des Arts-et-Métiers. Il est ainsi poursuivi, tandis que Ledru-Rollin parvenait à s'enfuir. Le Journal de Toulouse rapporte, dans son édition en date du 17 juin 1849 qu'une ébauche de gouvernement avait été projetée par les députés. Il aurait été composé notamment de Ledru-Rollin en qualité de "dictateur", Martin Nadaud "ministre des travaux publics" et Victor Pilhes "ministre de la marine". Cependant, bien que le journal décrive la situation avec force détails, il n'est pas possible de confirmer l'existence d'un tel document. 
Voici comment Adolphe d'Assier narre les évènements dans son essais paru en 1883 : 

« Victor Pilhes venait d'être nommé représentant de l'Ariège à la Législative de 1819 lorsqu'eut lieu la manifestation du 13 juin. On avait appris que l'armée française marchait sur Rome pour renverser la République romaine. La Constitution se trouvant ainsi ouvertement violée, quelques hommes d'énergie résolurent de la défendre. Mais la France, émasculée par les gouvernements qui s'étaient succédé depuis le 18 brumaire, avait hâte de courir à la servitude, ruere inscrvitutem, pour me servir de l'expression de Tacite. Au lieu de suivre ceux qui défendaient ses droits et ses intérêts, elle les livra à la merci de la soldatesque et des agents de police. Venus sans armes, ils furent facilement dispersés ou arrêtés. Cependant, un petit groupe de huit représentants du peuple, parmi lesquels se trouvaient le président de la Montagne, Deville et Victor Pilhes, était dans la cour du Conservatoire, prisonnier de la troupe. À ce moment, ils voient déboucher une compagnie de chasseurs à pied qui venait les chercher. Ils pouvaient encore s'échapper, à la faveur du tumulte indescriptible qui régnait dans celte enceinte, lorsque Deville s'écria : « J'étais capitaine à Waterloo, et je n'ai pas fui; aujourd'hui je défends le droit et la loi, je ne fuirai pas non plus; advienne que pourra. » Électrisés par ces nobles et patriotiques paroles, les autres représentants suivirent son exemple, et, voulant remplir leur devoir jusqu'au bout, se laissèrent conduire à la Conciergerie. »

— Adolphe d'Assier, Essai sur l'humanité posthume et le spiritisme par un positiviste, 1883, pp. 43-44
Victor Pilhes sera jugé par la Haute Cour de justice de Versailles du 13 octobre au 13 novembre 1849 dans des conditions ne permettant pas de garantir les droits de la défense. Pilhes dira d'ailleurs à la barre, le jour de l'ouverture du procès : "Je commence par constater que la liste des jurés a été formée sans que les accusés n'aient exercé aucune récusation. ", comme le relate le Journal de Toulouse qui suit le procès. À l'issue du procès, Victor Pilhes est condamné à la déportation et transféré à Belle-Île-en-Mer. Victor Pilhes est déchu de son mandat en 1850 et son frère cadet, Aristide Pilhes, échoue à le reconquérir lors des élections partielles du 13 mars 1850. Celui-ci obtient 15.199 voix contre 34.923 pour le général Jean-Jacques Germain Pelet-Clozeau, représentant du Parti de l'Ordre,. Fin avril 1853, Victor Pilhes est transféré de la prison de Belle-Île-en-Mer à celle de Sainte-Pélagie sur l'intervention de son ami Joseph Proudhon. La presse rapporte néanmoins que Mme Pilhes, sa mère octogénaire, en avait fait la requête car elle ne pouvait pas le visiter en raison de son grand âge. À la suite de l'amnistie prononcée le 15 août 1854, et après avoir promis de ne « s'occuper que d'industrie », Victor Pilhes est libéré de prison.

### La Commune de Paris
Le 4 septembre 1870 l'Assemblée nationale est envahie par la foule entrainant la chute du Second Empire et la proclamation de la République. Pilhes figure en bonne place parmi les partisans d'Auguste Blanqui, à la tête de la contestation. Ami de d'Auguste Blanqui, il figure parmi les principaux rédacteurs de son journal La Patrie en danger, quotidien publié entre le 7 septembre et le 8 décembre 1870. 
Pendant la commune de Paris, Pilhes prend la tête d'un régiment de la Garde nationale. Il devient capitaine du XIIe régiment de la Garde nationale, au sein duquel il est surnommé le "Bayard de la démocratie". Il y mène le combat contre les Prussiens.

### Retrait de la vie publique
Recherché par le régime de Patrice de Mac Mahon après l'échec de la Commune, Pilhes se cachera plusieurs années dans l'Ariège. Après le départ de Mac Mahon, Victor Pilhes occupe un poste de régisseur au Palais de l'Élysée sous la présidence de Jules Grévy.
Victor Pilhes décède le 2 novembre 1882 à l'hôpital de Charenton des suites d'une crise cardiaque. Il est enterré à Saint-Maurice.

## Hommages
- La principale artère de Tarascon-sur-Ariège dont il est originaire a été baptisée Avenue Victor-Pilhes.